# 石丸製麺
石丸製麺株式会社（いしまるせいめん、Ishimaru Seimen Co., Inc.）とは、1904（明治37）年創業の香川県高松市に本社を置く、讃岐うどん・そうめん・ひやむぎなどの乾麺や半生麺の製造・販売を行っている企業である。独自の「手打式製法」による讃岐うどん（乾麺・半生麺）の販売では高いシェアを誇り、全国の小売店頭カバー率は専業メーカーとしてはトップ。
同社の独自ブランド「日本小麦倶楽部」により国産小麦100%の讃岐うどんに力を注ぐほか、「讃岐茶うどん」（2014年香川県産品コンクール最優秀賞（県知事賞））といった新しいジャンルの商品開発、また海外販売の拡大にも積極的に取り組んでいる。
うどんの製造工程のみならず、我が国の麺や讃岐うどんの歴史も学べる見学コースを設ける国内唯一の工場を有している。
2018年2月、食品安全規格「FSSC22000」の認証を取得。

## 概要
讃岐うどんの老舗メーカーである。1904年（明治37年）に、初代石丸好太郎が乾麺製造業を創業。その後、水車を使用し製粉業を併業したが、第二次世界大戦後ほどなく製麺業に特化。1969年（昭和44年）に株式会社に改組し、2024年（令和6年）に創業120年を迎えた。現社長の石丸芳樹は4代目に当たる。
同社は機械製法による乾麺づくり一筋の道を歩んできているが、競争の激しい乾麺市場において、同業他社との差別化を図るため、1983年（昭和58年）に従来の機械式製麺に手打の技術を取り入れた独自の「手打式乾麺」を開発するなど、付加価値を高めた商品により、関東を中心に全国に販売を拡大した。
上記製法をベースに半生麺の讃岐うどんを開発し、2002年（平成14年）には、半生麺では国内最大級の生産能力を有する工場を完成させた。
地元香川で開発された、讃岐うどん専用小麦「さぬきの夢2000」をいち早く採用し、これまで外国産小麦一辺倒だった乾麺市場に、国産小麦100%の製品を投入し、国産原料による乾麺製造の先駆けとなった。
さぬきの夢のみならず、北海道産小麦など他県で開発された高品質の麺用小麦粉とブレンドした独自のブランド「日本小麦倶楽部」を立ち上げ、全国に販売している。
国産小麦の多品種化への対応と生産能力向上のため、2015年（平成27年）には、最新鋭包装ラインを配備した新工場を建設した。同工場には、讃岐うどんの製造工程やわが国の麺や讃岐うどんの歴史などを学べる見学コースを有しており、県内の小学生や地元のみならず全国から年間約8千人の見学者が訪れている。
讃岐うどんと地元香川の高瀬茶をブレンドした「讃岐 茶うどん」などの新ジャンルの商品開発にも力を入れており、当該商品は2014年香川県産品コンクールで最優秀賞に選ばれている。農産連携の観点から、茶以外にも野菜や昆布といった農水産品と讃岐うどんのコラボレーションにも積極的に取り組んでいる。
2021年（令和3年)には、栄養価の高い表皮、胚芽を含む国産小麦を"まるごと"挽いた全粒粉100％を使用した乾麺「国産小麦をまるごと使った食物繊維たっぷり細うどん」の販売を開始。のちに讃岐もち麦うどんに続いて「機能性表示食品」となる。
2023年（令和5年）には、大麦由来β-グルカンの機能性に着目して開発した「讃岐もち麦うどん」について、同社から消費者庁に機能性表示食品の届出が完了し、石丸製麺初となる「機能性表示食品」が登場した。
近年、海外での日本食ブームの高まりに伴い、讃岐うどん等の乾麺の需要も拡大しているため、同社においても海外販売を強化しており、2023年10月には、インド向けに乾麺の讃岐うどんの出荷を始めた。アジアを中心に着実に実績を伸ばしているが、今後は北米、ヨーロッパにも販路拡大を目指している。

## 沿革
- 1904年（明治37年）7月 - 初代・石丸好太郎が乾麺製造業を創業。
- 1910年（明治43年）7月 - 水車による製粉業を併業。
- 1934年（昭和9年）2月 - 二代目・石丸芳雄が継承。
- 1948年（昭和23年）4月 - 三代目・石丸芳孝が継承。
- 1966年（昭和41年）5月 - 乾麺自動移行乾燥工場完成、製粉部門を廃業。
- 1969年（昭和44年）10月 - 株式会社に改組。
- 1973年（昭和48年）3月 - 生産能力、設備内容共に四国一の新工場完成。
- 1983年（昭和58年）11月 - 手打式乾麺専用工場完成。
- 1984年（昭和59年）3月 - わが国初の手打式乾麺の商品化。
- 1988年（昭和63年）6月 - 当社独自開発による半生麺工場が完成。
- 1990年（平成2年）2月 - 本社管理棟および倉庫棟が完成。
- 1992年（平成4年）10月 - 新乾麺工場（第1工場）が完成。
- 1996年（平成8年）10月 - 厚生大臣より食品衛生優良施設表彰受賞。
- 2001年（平成13年）6月 - 新手打式乾麺工場（第2工場）完成。
- 2002年（平成14年）9月 - 新半生麺工場（第3工場）完成。
- 2004年（平成16年）12月 - 四代目・石丸芳樹が社長に就任。
- 2014年（平成26年）12月 - 新第2工場が完成。
- 2015年（平成27年）4月 - 見学ギャラリー「讃岐うどんミュージアム」完成。
- 2018年（平成30年）2月 - 食品安全マネジメントシステムFSSC22000認証取得。
- 2021年（令和3年）3月 - 全粒粉100%「国産小麦をまるごと使った食物繊維たっぷり細うどん」を発表。
- 2022年（令和4年）4月 - あるある直島うどん発売記念コンサートを開催。
- 2023年（令和5年） 
  - 6月 - 全粒粉麺を使ったサラダが大手コンビニエンスストアにて発売。
  - 10月 - 国産小麦100％の讃岐うどん、讃岐ラーメンをインドへ初出荷。
- 2024年（令和6年）4月 - 三田製麺所監修 灼熱つけ麺 販売開始。

## 事業所
- 本社・工場 - 香川県高松市香南町岡701
- 東京営業所 - 東京都豊島区千早1丁目22番11号
- 大阪営業所   - 大阪府豊中市服部寿町2丁目17-28
- 名古屋営業所 - 愛知県春日井市出川町2-4-15　春日井WELL’S21

## 主な商品

### 乾麺
- 讃岐小麦のうどん包丁切り（瀬戸の誉）
- さぬきの夢うどん細づくり
- 芳純讃岐ひやむぎ
- 讃岐 茶うどん
- 寒造そうめん
- 包丁切り中華めん
- 全粒粉 100% 食物繊維たっぷり細うどん
- 讃岐もち麦うどん

### 半生麺
- 半生讃岐うどん　包丁切り
- 讃岐石丸うどん半生　包丁切り
- 日本小麦倶楽部　半生讃岐うどん　包丁切り
- 業務用半生うどん　包丁切り

## 宣伝活動

### テレビCM
2000年（平成12年）4月より、志垣太郎をイメージキャラクターとして採用し、地元放送局を中心にTVCMを放映していた。

### 新聞雑誌
全国紙をはじめ四国の地方紙のほか、日本航空及び全日空の機内誌にも定期的に広告を掲載中

## 受賞歴
- 1996年10月 - 厚生大臣より食品衛生優良施設表彰受賞
- 2009年3月 - 平成20年度 子育て応援企業顕彰事業（育児部門）商工労働部長賞受賞[7]
- 2011年2月 - 平成22年度 子育て応援企業顕彰事業（育児部門）知事賞受賞[8]
- 2014年6月 - 「讃岐 茶うどん」が、かがわ県産品コンクールにて最優秀賞受賞
- 2014年9月 - 第2回地域食品産業貢献賞　日本食糧新聞社
- 2019年5月 - 第3回The乾麺グランプリ2019　うどん部門 優勝
- 2019年7月 - 食品産業 平成貢献大賞　日本食糧新聞社
- 2021年3月 -「瀬戸の都・高松が誇るビジネスアワード（働き方改革部門 女性活躍企業）」受賞
- 2022年3月 - かがわ働き方改革推進大賞（最優秀賞）受賞
- 2023年1月 - 2022 年度 女性活躍・子育て支援リーディング企業 最優秀賞受賞
- 2023年5月 - 代表取締役社長 石丸芳樹が 2023 年「憲法記念日知事表彰」(香川県) 受賞。第4回 The 乾麺グランプリ in Tokyo 2023 にて「総合グランプリ」と「部門賞(うどん部門)」をＷ受賞

## 交通アクセス
- 高松空港より車で5分
- JR高松駅より車で30分